# باسيل جايا واردين
بَاسِل تشاندران جايا واردين (بالإنجليزية: Basil Chandran Jayawardene) (ولد في 29 ديسمبر 1963) هو لاعب كريكت دولي سابق من أصل سريلانكي مثّل منتخب الإمارات الوطني في كأس آي سي سي 1997. وُلد في سريلانكا، ولعب كريكت الدرجة الأولى هناك لصالح نادي مورز للكريكت.
وُلد جايا واردين في كولمبو. وكان لاعب شامل، حيث خاض أول مباراة له من طراز الدرجة الأولى في مايو 1989، ممثلًا نادي نادي مورز للكريكت في مباراة ضمن كأس لاكسبراي ضد نادي موراتووا للكريكت. وكان أفضل أداء له في موسمه الأول حيث سجيل 53 نقطة دون خسارة أمام نادي كولمبو للكريكت. لم يشارك في أي مباريات من المستوى الأعلى خلال موسم الكريكت السريلانكي 1989–90، لكن في الموسم التالي شارك في عدة مباريات مع نادي مورز، سواء في بطولة كأس سارافاناموتو الممتدة لثلاثة أيام أو بطولة بطولة هاتنا للكريكت المحدودة الأدوار.
خلال إقامته في الإمارات العربية المتحدة منتصف تسعينيات القرن العشرين، بدأ جايا واردين لعب الكريكت على مستوى الأندية. وبعد استيفائه شروط الإقامة، تم اختياره ضمن تشكيلة الإمارات المشاركة في كأس آي سي سي 1997 في ماليزيا، كأحد الاعبين الذين لديهم خبرة في الدرجة الأولى في بلدان أخرى. إلا أنه في البطولة لعب مباراة واحدة فقط، ضد منتخب الأرجنتين للكريكت، حيث لم يضرب أي كرة وفشل في الحصول على أي ويكيت أثناء افتتاحه الرميات مع أحمد نديم. بعد عودته إلى سريلانكا، اتجه جايا واردين إلى التدريب، وقاد عدة فرق محلية. وفي سبتمبر 2010، عاد إلى الشرق الأوسط بعد تعيينه مدربًا لـمنتخب الكويت للكريكت. وأشرف على صعود الكويت من دوري الكريكت العالمي القسم الثامن 2010 إلى دوري الكريكت العالمي القسم السابع 2011 ثم إلى دوري الكريكت العالمي القسم السادس 2011، كما تولى تدريب الفريق في كأس آسيا تي20 2011.

## وصلات خارجية
- ملف اللاعب وإحصاءاته في Cricket Archive
- ملف اللاعب وإحصاءاته في ESPNcricinfo